# Видиковац Орлово бојиште
Видиковац Орлово бојиште се налази на Фрушкој гори изнад Поповице, у правцу Иришког Венца.
Орлово бојиште је некадашњи каменолом са чијег врха се пушта прелеп поглед на Иришки венац. Омиљено је место планинара и спортских пењача који се овде окупљају да вежбају и организују своје импровизоване полигоне. У плану је изградња планинарског дома и професионалног пењалишта за freeclimbing, с циљем да читава локација постане нека врста планинарског центра. 